# Paola Barrientos
Paola Barrientos (San Fernando, 23 de fevereiro de 1975) é uma atriz argentina.

## Carreira
Barrientos atuou em várias peças e fez várias aparições na televisão, até se popularizar quando estrelou diversos comerciais para o Banco Galicia com o ator Gonzalo Suárez, interpretando o famoso casal Claudia-Marcos.
Entre 2010 e 2011, Barrientos atuou em Contra las cuerdas, e em 2012 se juntou ao elenco de Graduados, estrelado por Nancy Dupláa e Daniel Hendler. Por seu papel como Victoria Lauría, ela ganhou o prêmio Martín Fierro de melhor atriz coadjuvante.
Em 2014 estreou como protagonista na comédia Viudas e hijos del rock and roll com Damian De Santo e produzida pela Underground para a Telefe.